# Russische bezetting van de oblast Cherson
De Russische bezetting van de oblast Cherson is een voortdurende militaire bezetting van de Oekraïense oblast Cherson door Russische troepen die begon op 2 maart 2022 tijdens de Russische invasie van Oekraïne als onderdeel van het Chersonoffensief. Het gebied werd bestuurd onder een door Rusland gecontroleerde militair-civiele administratie tot 30 september 2022, toen het illegaal werd geannexeerd om een niet-erkend deelgebied van Rusland te worden.
Rusland veroverde de stad Cherson op 2 maart 2022. Cherson was de eerste grote Oekraïense stad die viel tijdens de invasie en de enige provinciale hoofdstad die Rusland erin slaagde te veroveren tijdens de invasie van 2022, hoewel de steden Donetsk en Loehansk sinds 2014 onder controle stonden van door Rusland gesteunde separatisten. Het grootste deel van de rest van de oblast Cherson viel in de eerste maanden van de invasie in handen van Russische strijdkrachten.
Rusland legde de basis voor annexatie in de daaropvolgende maanden door de Russische roebel in te voeren als officiële valuta en de Oekraïense hryvnia met geweld uit de omloop te halen. Na het houden van geënsceneerde referenda in september 2022 verklaarde Rusland op 30 september dat het de oblast Cherson had geannexeerd, inclusief delen van de oblast die het op dat moment niet controleerde en kleine bezette gebieden van de naburige oblast Mykolajiv. De Verenigde Naties veroordeelden de annexaties als schending van het internationaal recht.
In oktober 2022, toen het Oekraïense tegenoffensief in Zuid-Oekraïne de stad Cherson zelf naderde, evacueerden de uitvoerende organen van de Russische administratie van Cherson naar de linker oever van de rivier de Dnjepr. Ze richtten een nieuw administratief centrum op in Henitsjesk, in het uiterste zuiden van de oblast Cherson. Gedurende begin november 2022 trokken de Russische troepen zich volledig terug uit alle gebieden van de oblasts Cherson en Mykolaiv op de rechteroever van de Dnjepr, inclusief de stad Cherson zelf. Oekraïense troepen trokken de stad Cherson binnen op 11 november. Volgens Kremlin-woordvoerder Dmitry Peskov bleef de oblast Cherson een "deelgebied van de Russische Federatie" ondanks de terugtrekking.